# Эшфорд, Эвелин
Эвелин Эшфорд (род. 15 апреля 1957 года, Шривпорт, шт. Луизиана, США) — американская легкоатлетка, спринтер, олимпийская чемпионка 1984 года и серебряный призёр Олимпиады 1988 года в беге на 100 метров. Трижды завоёвывала золотые олимпийские награды в составе команды США в эстафете 4×100 метров (1984, 1988, 1992 годы).
В 19-летнем возрасте впервые выступала на Олимпийских играх 1976 года в Монреале, где заняла 5 место в беге на 100 метров с результатом 11,24 с. Олимпиаду 1980 года в Москве пропустила из-за бойкота, организованного администрацией США. На Олимпийских играх 1984 года в Лос-Анджелесе, где из-за ответного бойкота социалистических стран отсутствовали её основные соперницы из ГДР, завоевала золото в беге на 100 метров с результатом 10,97 с (первый результат лучше 11 секунд на Олимпийских играх) и в эстафете 4×100 метров с результатом 41,65 с. На Олимпийских играх 1988 года в Сеуле на дистанции 100 метров заняла второе место (10,83w) после соотвечественницы Флоренс Гриффит-Джойнер (10,54w) и завоевала второе золото в эстафете. На Олимпийских играх 1992 года в Барселоне в возрасте 35 лет не смогла выйти в финал, заняв пятое место в полуфинале с результатом 11,29 с, затем завоевала третье олимпийское золото в эстафете, где бежала за сборную США первый этап.
На чемпионате мира 1983 года в Хельсинки, выступая в ранге рекордсменки мира, Эвелин Эшфорд в финале повредила подколенное сухожилие и не финишировала, уступив победу своей основной сопернице Марлиз Гёр из ГДР. Аналогичная травма не позволила ей победить на чемпионате мира 1987 года.
Эвелин Эшфорд дважды устанавливала мировой рекорд в беге на 100 метров. Первый раз — 10,79 с на Национальном спортивном фестивале в Колорадо-Спрингс 3 июля 1983 года, второй — 10,76 с на соревнованиях «Мировой класс в Цюрихе» 22 августа 1984 года. Последний рекорд был побит в 1988 году нынешней мировой рекордсменкой Флоренс Гриффит-Джойнер (10,49 с). На 7 сентября 2012 года Эшфорд с этим результатом занимает 8-е место в списке лучших на дистанции 100 метров.
Эшфорд названа легкоатлетом № 1 по версии журнала Track & Field News в 1979 и 1981 году в беге на 100 метров и в 1981 году в беге на 200 метров. В 1981 и 1984 году названа Атлетом года.
30 мая 1985 года Эвелин Эшфорд родила дочь Райну Эшли Вашингтон (англ. Raina Ashley Washington), после чего вернулась на дорожку и в 1986 году проиграла только одно соревнование на дистанциях 100 и 200 метров.
В 1985 году ушла от своего тренера Пэт Коннолли и с тех пор тренировалась самостоятельно.
В 1997 внесена в Зал славы лёгкой атлетики США, где названа «одной из величайших спринтеров в истории лёгкой атлетики».
Окончила среднюю школу в Розвилле и Калифорнийский университет в Лос-Анджелесе.